# 백병규
백병규는 대한민국의 언론인이다. 월간 <말> 편집국장, <우리교육> 편집국장, 오마이뉴스 미디어전문위원, <미디어오늘> 논설실장, <미디어오늘> 편집국장을 역임하였고 미디어평론가, 시사평론가로 활동하였다.

## 방송 출연
- 교통방송 《색다른 시선, 김종배입니다》 : <뉴스의 맥> 고정 출연